# Patito Feo
Patito Feo är en tv-serie skapad i Argentina som gick under 2007-2008.
Serien började att gå på Canal 13 men övergick snart till spanska Disney Channel.
Serien finns inte bara på spanska utan också på italienska.